# 병실 (선박)

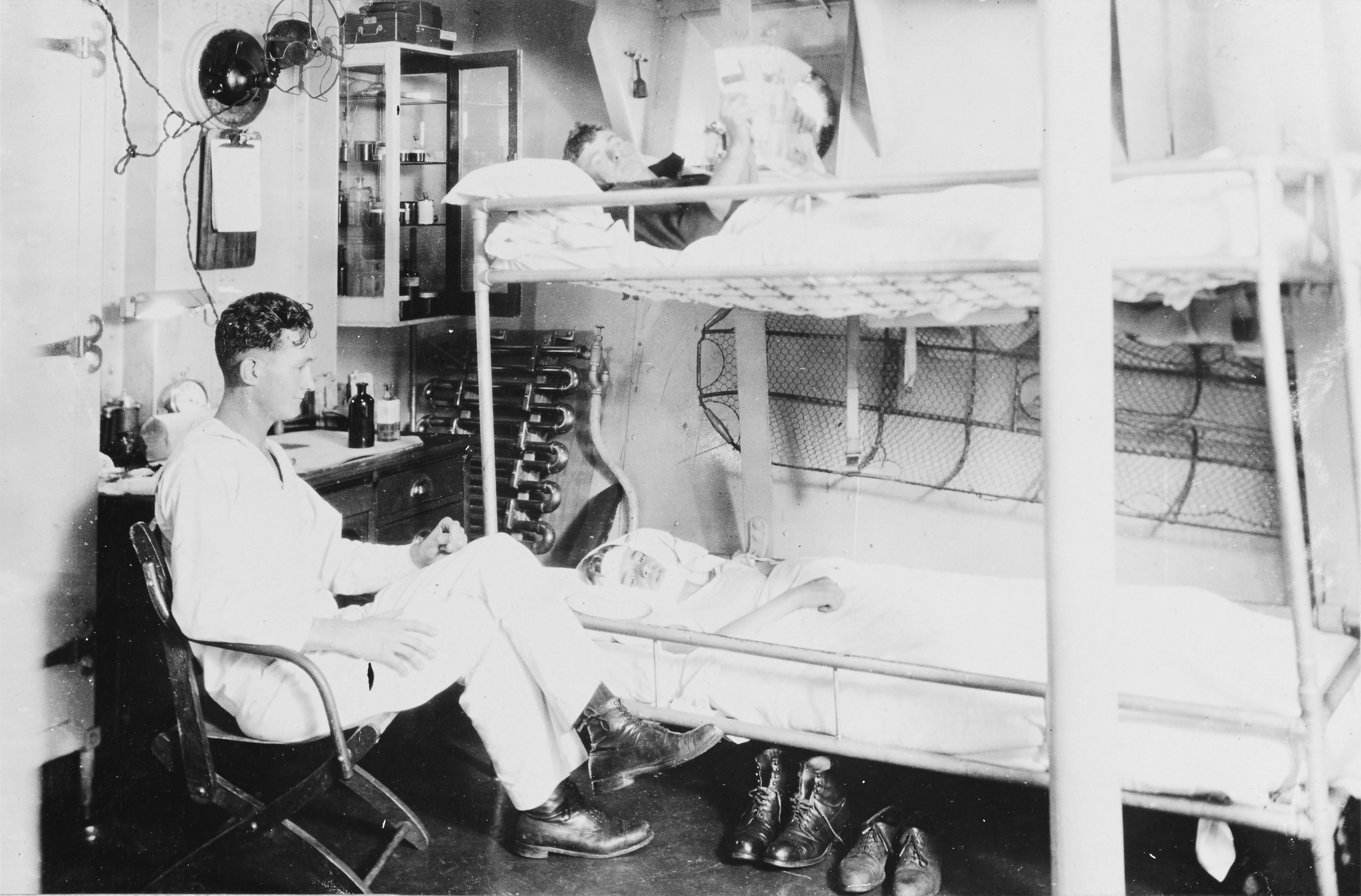
1919~1920년경 USS 프로메테우스 내의 병실

선박에서의 병실은 학교나 대학에서 있는 것과 같이 선박 내에서 의료 목적으로 사용되는 객실이나 구역이다.
병실에는 선체의 약상자가 있는데, 이는 냉장 보관이 필요한 의약품 용 냉장고와 모르핀과 같이 통제가 필요한 의약품을 보관하는 데 사용하는 잠금 캐비닛과 같이 별도의 캐비닛으로 나눌 수 있다. 병실과 약상자는 모두 반드시 잠겨 있어야 하며, 열쇠는 의료 책임자와 선장만이 사용할 수 있어야 한다.
이 용어는 또한 미국 해군과 해병대가 해군기지와 해병대 기지의 클리닉에서도 사용하고 있다.